# Col de la Faucille
Der Col de la Faucille (dt. Sichelberg) ist ein Gebirgsübergang über den französischen Jura. Der Name stammt von seiner sichelförmigen Silhouette hoch über dem Genfersee. Er ist ein Abschnitt der um 1804, zur Zeit der Herrschaft Napoléons ausgebauten Hauptstraße von Dijon nach Genf (RD 1005, vorherige RN 5). Die Passhöhe beträgt 1323 m. Der Pass liegt im französischen Département Ain zwischen den Gemeinden Mijoux und Gex.

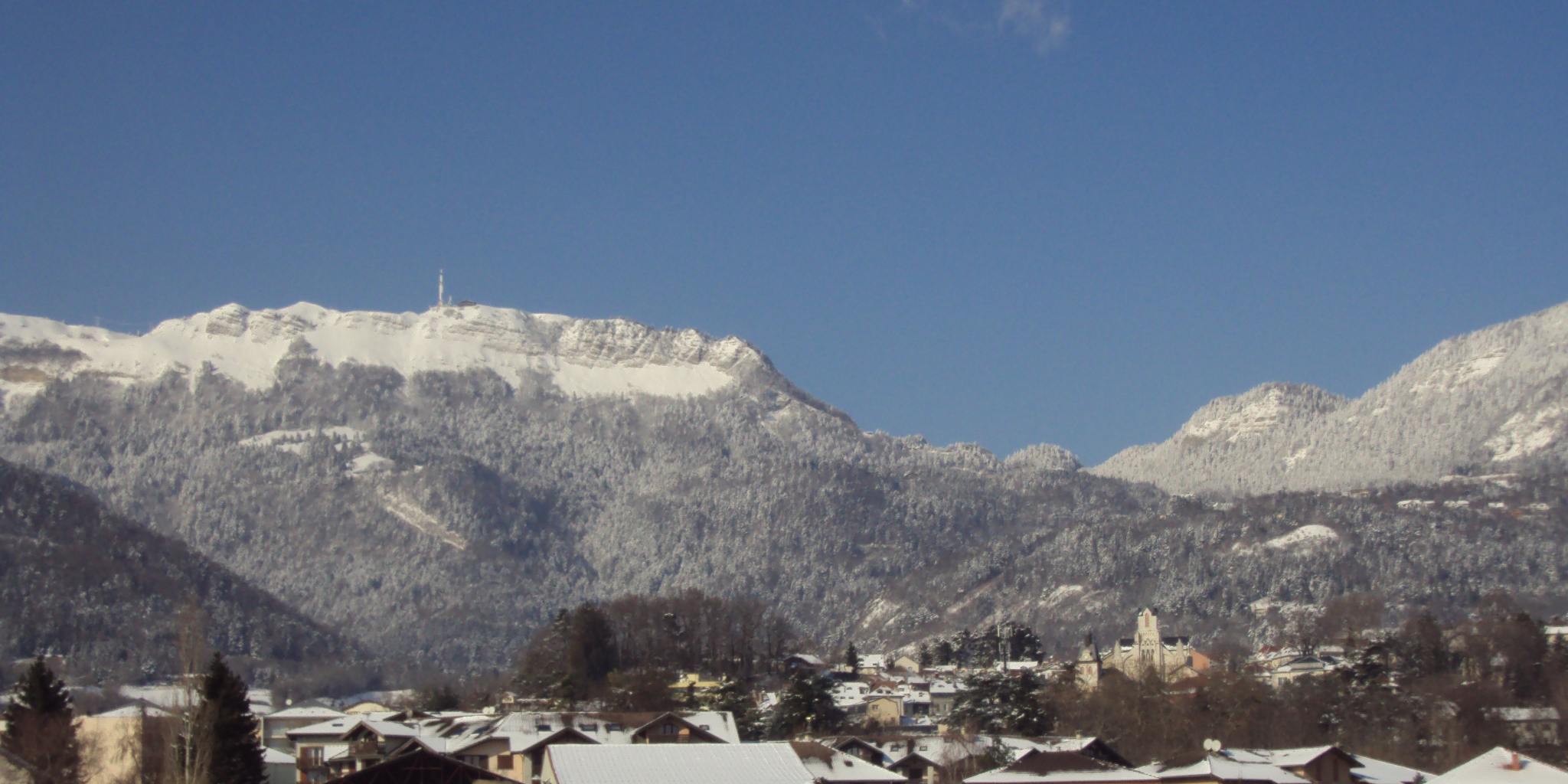
Der Montrond und der Col de la Faucille über Gex im Winter

Beim Aufstieg von Südosten aus Gex kommend passiert man in 1047 m Seehöhe die Fontaine Napoléon, eine gefasste Quelle.
Direkt auf dem Pass befindet sich das Skigebiet Mijoux-La Faucille, dessen Kabinenbahn zum Petit Montrond (1534 m) führt. Von dort sind Abfahrten bis hinunter nach Mijoux (1000 m) möglich. Dieses Gebiet gehört zum Wintersportgebiet Monts Jura, das von der Communauté de communes du Pays de Gex verwaltet wird.
Der Col de la Faucille ist die Grenze der Freihandelszone des Pays de Gex. Im Zeitalter des Europäischen Wirtschaftsraums ist sie kaum noch von Bedeutung.

## Wetter und Klima
Die klimatischen Bedingungen auf dem Pass können sehr extrem sein. In der Regel ist aufgrund der Höhenlage die Temperatur 5 bis 15 °C, meist 7 °C, niedriger als in Gex. Dies entspricht der allgemeinen Abhängigkeit der Lufttemperatur von der Höhe. Im Sommer werden Temperaturen über 26 °C selten überschritten und auch nur für wenige Tage. Bei Sommergewittern kann extremer Starkregen auftreten, der an bestimmten Stellen zu Überflutungen der Passstraße von Gex führt und Steine und Geröll auf die Straße fallen lässt. Kurzzeitige Schneefälle im Juni sind sehr selten. In der herbstlichen Übergangsphase sind wochenlange Inversionswetterlagen regelmäßig vorherrschend, in denen das Tal des Genfer Sees mit Hochnebel gefüllt ist und Col de la Faucille wolkenfrei über dem Nebel liegt. In der Winterzeit ergeben sich bei starkem Schneefall häufig extreme Straßenverhältnisse auf dem Pass oder der Passstraße, die Lkw überraschen oder von den Fahrern falsch eingeschätzt werden, wenn in Gex kein Schnee liegt. Gelegentlich bleiben die Lkw für ein bis mehrere Tage liegen bis sich die Wetterlage verbessert hat.

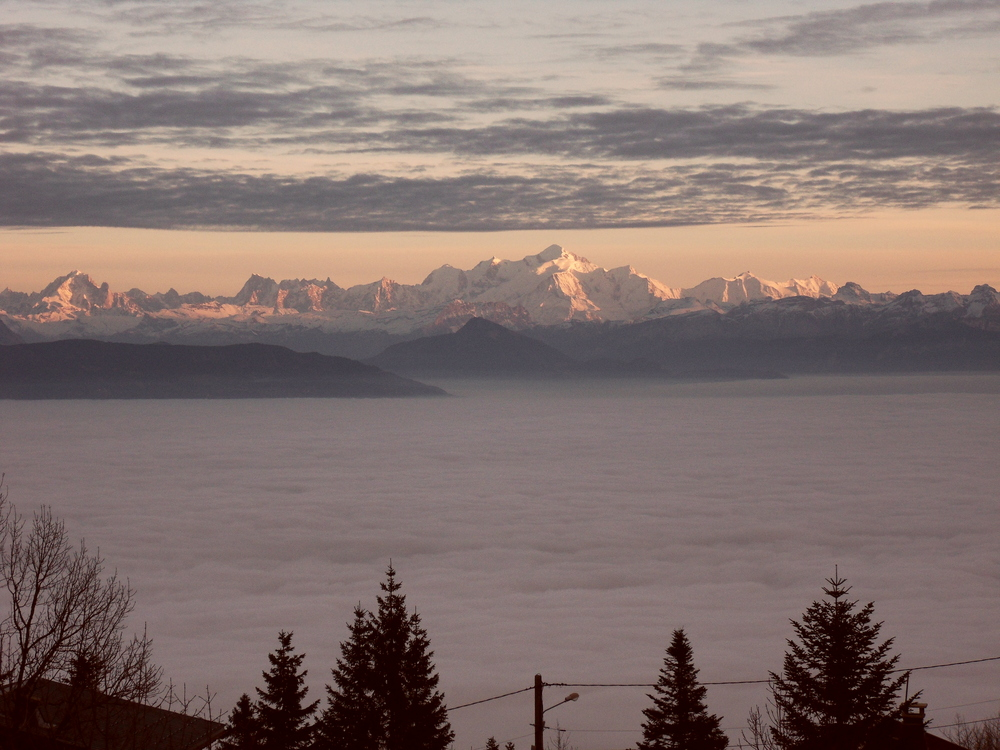
Blick von Col de la Faucille auf das Tal des Genfer Sees in Hochnebel bei Sonnenuntergang
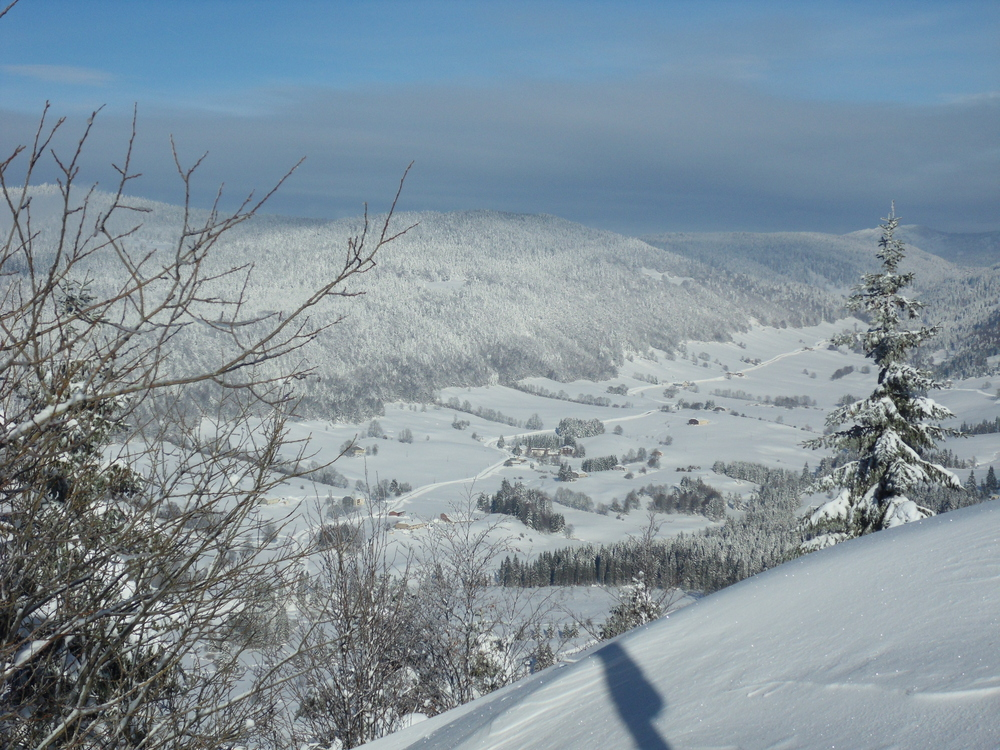
Blick in das Tal von Mijoux von Col de la Faucille
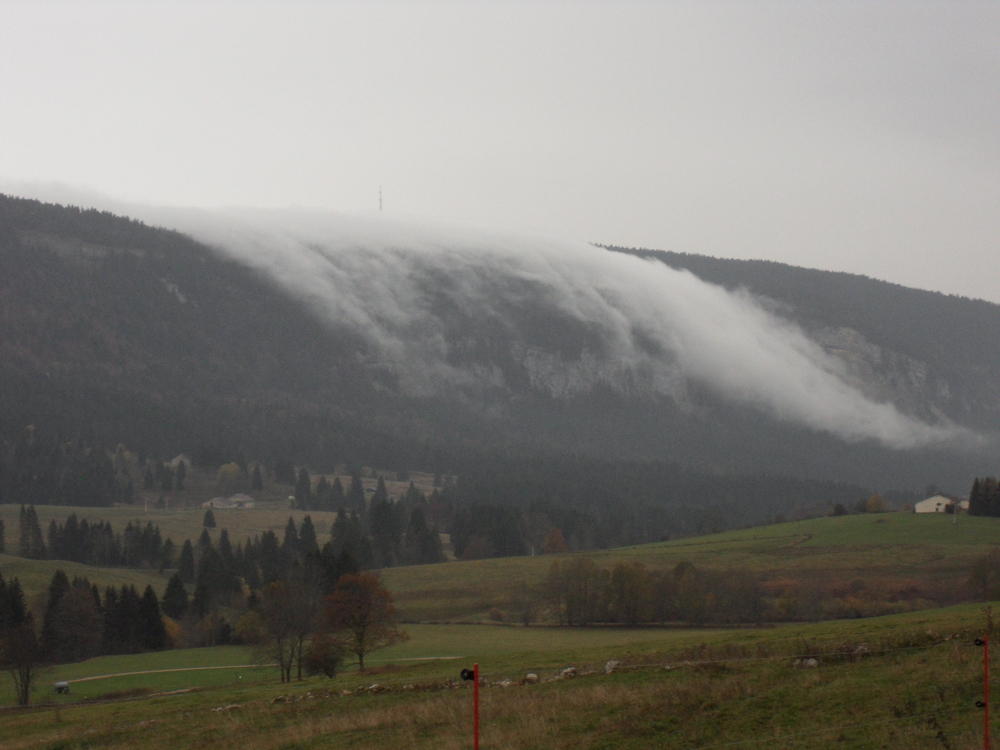
Überlaufendes Nebelmeer vom Genfer Tal in das Tal von Mijoux
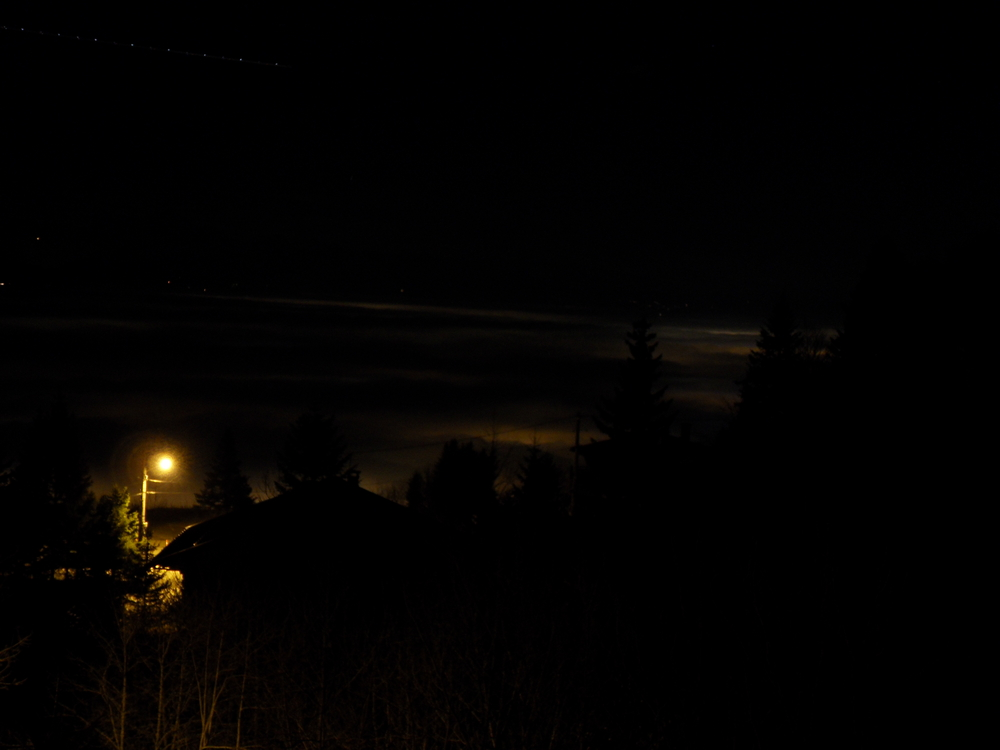
Genfer Tal im Hochnebel von Col de la Faucille bei Nacht